# Asperdaphne subzonata
Asperdaphne subzonata é uma espécie de gastrópode do gênero Asperdaphne, pertencente a família Raphitomidae.